# Rhopalochernes chamberlini
Rhopalochernes chamberlini är en spindeldjursart som beskrevs av Jacqueline Heurtault 1998. Rhopalochernes chamberlini ingår i släktet Rhopalochernes och familjen blindklokrypare. Inga underarter finns listade i Catalogue of Life.